# Isontino
Koordinaten: 45° 50′ N, 13° 28′ O
Isontino ist eine Region im äußersten Osten Norditaliens, am Unterlauf des Isonzo.

## Lage und Landschaft
Das Isontino erstreckt sich von der Landesgrenze bis Gorizia bis zur Mündung in den Golf von Triest südlich von Monfalcone.
Im Nordwesten wird das Gebiet von den Hügeln des Collio begrenzt, im Osten von den ersten Erhebungen der Hochebene des Karstes, im Nordwesten vom Judrio, im Südwesten vom Raum um den Isonzo und der Lagune von Grado, und im Süden vom adriatischen Meer bei Grado. Südöstlich schließt die Triestiner Riviera an.
Hier liegt auch der Flughafen Triest (Aeroporto Friuli-Venezia Julio Spa).

## Kultur und Wirtschaft
Die Ebene besitzt eine Fülle an Zeugnissen antiker Geschichte. Bedeutende und sehenswerte Städte und Orte sind Gorizia (das alte Görz), Gradisca (der alte Fürstensitz Gradis), Farra, Mariano, Medea, Romans, Sagrado, Monfalcone, Ronchi dei Legionari, San Canzian und Grado.
Die fruchtbaren Schwemmlandböden des Isonzo, der enorme Sedimente aus den Julischen Alpen mit sich bringt, und das günstige Mikroklima zwischen demselben und der nahen oberen Adria, eine Mischgebiet aus Alpen-, Mittelmeer- und illyrischem Klima, aber gegen die  kalte Bora aus dem Osten  recht abgeschirmt, macht die Gegend zu einer bedeutenden Weinbauregion, besonders für weißen Trauben (DOC Isonzo), wie auch für sonstigen Obstbau.
Auch die lokale Gastronomie, die venetianische, furlanische, slowenische wie auch altösterreichische Elemente vereint, ist bekannt.